# Выборгский бригадный район ПВО (1-го формирования)
Выборгский бригадный район ПВО — воинское соединение вооружённых сил СССР во время Великой Отечественной войны.

## История
Бригадный район формировался по приказу Народного Комиссара Обороны Союза ССР № 0015 от 14 февраля 1941 года. Входил с состав Северной зоны ПВО.
В составе действующей армии с 22 июня 1941 года по 24 ноября 1941 года.
К началу войны дислоцировался на Карельском перешейке, так например 474-й зенитно-артиллерийский полк в Выборге, 225-й отдельный зенитный артиллерийский дивизион в Кексгольме.
Осуществлял противовоздушную оборону коммуникаций, военных объектов в городах и т.п. С конца июля 1941 года принимает активное участие в Выборгско-Кексгольмской оборонительной операции, к концу августа 1941 года отступил в полосу 22-го укреплённого района, принимает участие в боях с финскими войсками за укрепления по «старой» границе.
24 ноября 1941 года расформирован.

## Состав
- 474-й зенитно-артиллерийский полк
- 225-й отдельный зенитный артиллерийский дивизион
- 312-й отдельный зенитный артиллерийский дивизион
- 434-й отдельный зенитный артиллерийский дивизион
- 447-й отдельный зенитный артиллерийский дивизион
- 7-й отдельный батальон ВНОС

## Подчинение
| Дата       | Фронт (округ)                      | Армия      | Примечания |
| ---------- | ---------------------------------- | ---------- | ---------- |
| 22.06.1941 | Северный фронт (Северная зона ПВО) | -          | -          |
| 01.07.1941 | Северный фронт (Северная зона ПВО) | -          | -          |
| 10.07.1941 | Северный фронт (Северная зона ПВО) | -          | -          |
| 01.08.1941 | Северный фронт (Северная зона ПВО) | -          | -          |
| 01.09.1941 | Ленинградский фронт                | -          | -          |
| 01.10.1941 | Ленинградский фронт                | -          | -          |
| 01.11.1941 | Ленинградский фронт                | 23-я армия | -          |